# Грек Андрій Анатолійович
Андрій Анато́лійович Гре́к (також згадується як Сергій Грек; нар. 22 жовтня 1987, Хабаровськ, РРФСР, СРСР — пом. 4 серпня 2014, Мар'їнка, Мар'їнський район, Донецька область, Україна) — український військовик російського походження, рядовий патрульної служби міліції особливого призначення батальйону «Азов».

## Життєпис
Більшу частину життя прожив у Москві. У підлітковому віці став членом фанатської групи футбольного клубу ЦСКА (Москва), підтримуючи улюблену команду вдома і на виїзді.
З 2010 року проживав в Миколаєві, куди був змушений переїхати через переслідування з боку спецслужб Російської Федерації за політичні переконаннях: брав участь у подіях на Манежній площі 11 грудня 2010 року пам'яті вболівальника «Спартака» Єгора Свиридова, вбитого напередодні. Учасник миколаївського руху ультрас, фанат МФК «Миколаїв».
Активний учасник Революції гідності як у Києві, так і в Миколаєві: брав участь в протистояннях на вулиці Грушевського і знесенні табору проросійських активістів у Миколаєві, за що вже посмертно отримав відзнаку «За заслуги перед Миколаївщиною» ІІ ступеня.
З початком збройної агресії Росії на сході України долучився до лав добровольців. З 3 червня 2014 року — боєць батальйону спеціального призначення «Азов» на псевдо «Балаган». 13 червня 2014 року брав участь у звільненні Маріуполя. Служив у 3-му десятку розвідувально-диверсійної чоти, згодом перейшов до 3-го десятку 3-ї чоти 1-ї сотні.
Загинув 4 серпня 2014 року у машині на шляху до лікарні після детонації радіокерованого фугасу під час супровіду БМП при звільненні Мар'їнки. Похований в Миколаєві.

## Нагороди
- Відзнака «За Мар'їнську операцію» батальйону спеціального призначення «Азов» (посмертно[9]);
- Орден «Народний Герой України» (указ комісії ордену «Народний Герой України» від 29 червня 2016 № 17; посмертно[10]);
- Почесна відзнака «За заслуги перед Миколаївщиною» II ступеня (посмертно);
- Відзнака «Холодний Яр» (посмертно).

## Увічнення пам'яті
- У Харкові на честь Андрія «Балагана» було створено графіті.
- На спомин про Грека у Миколаївському краєзнавчому музеї розміщена експозиція з його відзнаками та нагородами.
- У 2015 році в Миколаєві проведено турнір зі змішаних єдиноборств пам'яті Андрія «Балагана» Грека.
- У травні 2016 року на честь Андрія «Балагана» була названа колишня вулиця Піонерська в Миколаєві.
- У 2017 році перед матчем МФК «Миколаїв» і ФК «Тернопіль» Андрія Грека та інших загиблих на Донбасі захисників України вшанували хвилиною мовчання, після якої пролунав гімн України. Футболісти миколаївської команди тримали в руках банери з емблемою батальйону «Азов» і зображенням полеглого «Балагана», а фанати МФК «Миколаїв», одягнені в чорне, розгорнули банер на згадку про воїна. Того ж дня було організовано фаєр-шоу. На післяматчевій прес-конференції головний тренер МФК «Миколаїв» Руслан Забранський сказав, що перемогу клуб присвячує Андрію «Балагану», який загинув не доживши до свого 28-річчя в зоні АТО[8].
- Портрет Грека встановлений на меморіалі «Стіна пам'яті полеглих за Україну» у Києві (секція 2, ряд 4, місце 25)[11].